# کاراواس
کاراواس (یونانی: Καραβάς; ترکی استانبولی: Alsancak) دفاکتو در ناحیه گیرنه کشور به رسمیت نشناخته‌شده قبرس شمالی واقع شده‌است. جمعیت این شهر ۴٬۶۳۸ نفر است.